# Mokla
La Mokla (in russo Мокла?) è un fiume della Russia siberiana orientale, affluente di sinistra dell'Olëkma (bacino idrografico della Lena). Scorre nel Tyndinskij rajon dell'Oblast' dell'Amur e nei rajon Kalarskij e Tungiro-Olëkminskij del Territorio della Transbajkalia.
Il fiume ha origine sul versante meridionale dei monti Severnyj Dyryndinskij; scorre con direzione meridionale e sfocia nell'Olëkma a 932 km dalla foce. Ha una lunghezza di 132 km, il bacino è di 5 070 km². Suoi maggiori affluenti sono i fiumi Usmun (lungo 102 km), Ėl'pa (92 km), Bagdarin (67 km) e Lenger (52 km).